# Peabiru
Peabiru est une ville brésilienne de l'État du Paraná. Sa population était estimée à 14 116 habitants en 2014.
Son nom en langue tupi - signifiant littéralement « chemin d'herbe froissée » - est associé à l'ancien chemin de Peabiru (en portugais : caminho de Peabiru).